# Gödenstorf
Gödenstorf település Németországban, azon belül Alsó-Szászország tartományban. Lakosainak száma 1093 fő (2023. december 31.).

## Népesség
A település népességének változása:
| Lakosok száma | 965  | 968  | 983  | 1029 | 1022 | 1093 |
|               | 2016 | 2017 | 2019 | 2021 | 2022 | 2023 |